# Clouds Across the Moon
"Clouds Across the Moon" är en låt av RAH Band. Den släpptes som singel i mars 1985 och blev en hit. "Clouds Across the Moon" erövrade sjätteplatsen på brittiska singellistan och niondeplatsen på Sverigetopplistan.
Sången är komponerad av Richard Anthony Hewson och det är hans hustru Liz som sjunger.

## Singel (1985)
- A "Clouds Across the Moon" – 4:12
- B "Clouds Across the Moon (Solar Horizon Mix)" – 4:22

## Maxisingel (1985)
- A "Clouds Across the Moon"
- B1 "Clouds Across the Moon (Super Nova Mix)"
- B2 "Clouds Across the Moon" (Solar Horizon Mix)"

## CD-singel (2007)
1. "Clouds Across the Moon (Richmann Mix)"
2. "Clouds Across the Moon (Sola Powa Mix)"
3. "Clouds Across the Moon (Dan Dares Cosmic Club)"
4. "Clouds Across the Moon (Radio Mix)"